# Військово-транспортна авіація Росії
Військово-транспортна авіація Росії (ВТА) — об'єднання Військово-повітряних сил ЗС Росії у підпорядкуванні головнокомандувача ВКС Росії. 
Основними задачами ВТА Росії є: десантування частин повітряно-десантних військ; доставка озброєння, боєприпасів та матеріальних засобів військам; перевезення військ, озброєння, боєприпасів та матеріальних засобів; евакуація поранених та хворих, участь у миротворчих операціях. Рішенням керівництва Міноборони Росії ВТА також застосовується для гасіння природних пожеж на території країни.

## Історія
Перші частини військово-транспортної авіації створені 1 червня 1931, коли в Ленінградському військовому окрузі було завершено формування дослідного повітряно-десантного загону у складі важкої бомбардувальної ескадрильї та корпусного авіазагону. Цей день і вважається датою створення ВТА і відмічається щороку як день Військово-транспортної авіації Росії. Хоча роком раніше, в історично відомий день 2 серпня 1930 року (цей день вважається днем створення Повітряно-десантних військ СРСР), в навчаннях під Воронежем з ініціативи начальника ВПС ЧА П.Й.Баранова вперше було продемонстровано десантування групи льотно-технічного складу 11-ї авіабригади ВПС МВО з транспортних літаків.
ВТА Росії в переважній більшості — це спадок ВТА СРСР. Залишки ВТА СРСР ввійшли в 61-ту повітряну армію Верховного Головного командування стратегічного призначення, яку було створено 1 квітня 1998.
Внаслідок реформи ЗС РФ 2009 року 61-ту повітряну армію Верховного Головнокомандування було переформовано в командування Військово-транспортної авіації.
У 2017 році сформовано нову 18-у дивізію військово-транспортної авіації (ВТАД), місцеперебування управління - місто Оренбург.

## Склад
На оснащенні з'єднань та частин ВТА РФ перебувають транспортні літаки Іл-76, Ан-124.
До складу ВТА входять: 12-та Мгінська Червонопрапорна ВТАД в місті Твер та 18-та ВТАД в м.Оренбург; 610-й  навчальний центр та частини забезпечення та бази зберігання техніки.
В 2023 планувалося сформувати ще один полк ВТА на аеродромі Тамбов.
Основні аеродроми базування:
| Підрозділ          | Авіабаза                              | Оснащення                     | Примітки                         | Додаткові джерела           |
| ------------------ | ------------------------------------- | ----------------------------- | -------------------------------- | --------------------------- |
| 78-ма ОВТАЕ        | Клин, Московська обл                  | Іл-76                         |                                  |                             |
| 12-та ВТАД         |                                       |                               |                                  |                             |
| 76-та ОВТАЕ        | Мігалово, Тверська обл.               | Ан-22                         | колишній 8-й гв. ВТАП            | [ 11 ]                      |
| 81-й ВТАП          | Іваново-Північний                     | Іл-76                         |                                  | [ 12 ]                      |
| 196-й ВТАП         | Мігалово, Тверська обл.               | Іл-76, Ан-124                 |                                  |                             |
| 334-й ВТАП         | Псков                                 | Іл-76                         |                                  | [ 13 ] [ 14 ]               |
| 566-й ВТАП         | Сєща, Брянська обл                    | Ан-124-100, Іл-76             |                                  | [ 15 ] [ 16 ] [ 17 ] [ 18 ] |
| 18-та ВТАД         |                                       |                               |                                  |                             |
| 117-й ВТАП         | Оренбург-2                            | Іл-76                         |                                  |                             |
| 235-й ВТАП         | Ульяновськ-Східний                    | Іл-76МД-90А, Ан-124-100, Мі-8 |                                  | [ 19 ] [ 21 ] [ 20 ]        |
| 708-й ВТАП         | Таганрог-Центральний, Ростовська обл. | Іл-76                         | 325-й авіаційний ремонтний завод | [ 22 ]                      |
| 610-й Центр БЗ ПЛС |                                       |                               |                                  |                             |
| 517-й ІВТАП        | Іваново-Північний                     | Іл-76                         | навчальний                       |                             |

Розформовані частини: 
- 110-й ВТАП базувався на аеродромі Кречевіци мав літаки Іл-76, був розформований у 2009 внаслідок реформи ЗС РФ[24].

- 103-й ВТАП базувався на аеродромі Смоленськ, аналогічно розформований у 2009.

## Бойове застосування
Незамінну роль ВТА (тоді СРСР) відіграла під час війни в Афганістані, де військово-транспортна авіація була основним, а нерідко і єдиним засобом сполучення. Загалом екіпажі ВТА СРСР виконали в Афганістані майже 27 тисяч рейсів та перевезли понад 880 тис. тонн різних вантажів.
Також суттєву роль відіграла ТА Росії для перекидання військ в Казахстан для придушення масових протестів в січні 2022.

### Російсько-українська війна
ВТА Росії бере активну участь у вторгненні в Україну, зокрема у 2022 ГУР МО оприлюднював список військових злочинців з 566-го ВТАП.